# 佘毅中
佘毅中（1542年—1580年），字子執，直隸池州府銅陵縣人，軍籍，明朝政治人物。

## 生平
嘉靖三十七年（1558年）戊午科應天府鄉試第一名。萬曆二年（1574年）會試第三十二名，進士第二甲第十六名。任工部主事，升郎中，管理河道。萬曆八年（1580年）闰四月以河工告成，加四品服俸，十二月卒官，贈太僕寺卿。

## 家族
曾祖父佘理；祖父佘永江，曾任義官；父佘傑，曾任知縣 封吏部員外郎。前母吳氏（贈安人）；母羅氏。具庆下。兄佘敬中（按察司按察使）、佘弘中（监生）。弟士中、庆中。